# Blanche (film, 1971)
Pour les articles homonymes, voir Blanche.
Pour plus de détails, voir Fiche technique et Distribution.
Blanche est un film français réalisé par Walerian Borowczyk, sorti en 1971.

## Synopsis
Au douzième siècle, dans une zone reculée, un vieux seigneur dirige son château-fort, sa maisonnée, son domaine. Il vit avec sa très jeune épouse, et son jeune fils Nicolas, issu d'un premier mariage, encore célibataire. Entre Blanche et Nicolas se tressent des liens forts.
Le roi s'invite avec sa troupe pour un court séjour, et tombe amoureux de Blanche. Le page Bartoloméo est chargé d'arranger une entrevue.
La jalousie du vieux seigneur s'éveille...

## Fiche technique
- Réalisation : Walerian Borowczyk
- Scénario : Walerian Borowczyk et Juliusz Slowacki
- Assistants réalisateur : Bernard Cohn et Patrice Leconte
- Musique originale :
  - Christian Boissonnade
  - Annie Challan
  - Agnès Faucheux
  - Maurice-Pierre Gourrier
  - Florence Lassailly
- Photographie : André Dubreuil et Guy Durban
- Montage : Walerian Borowczyk et Charles Bretoneiche
- Décors : Walerian Borowczyk et Jacques d'Ovidio
- Direction artistique : Jacques D'Ovidio
- Costumes : Piet Bolscher
- Production : Dominique Duvergé et Philippe d'Argila

## Distribution
- Michel Simon : Le châtelain
- Ligia Branice : Blanche, la châtelaine
- Georges Wilson : Le roi
- Jacques Perrin : Le page Bartolomeo
- Denise Péronne : Madame d'Harcourt
- Lawrence Trimble : Nicolas, fils du châtelain
- Roberto : le nain
- Jean Gras
- Michel Delahaye : Le moine
- Geneviève Graves
- Stanley Barry
- Guy Bonnafoux